# Podwzgórzyca
Podwzgórzyca (hipotalamoza, łac. hypothalamosis, diencephalosis) – zespół chorobowy spowodowany dysfunkcją podwzgórza. Rozpoznanie stawiane obecnie rzadko, termin nieprecyzyjny i zarzucony.
Podwzgórzyca wynikać ma z zaburzenia funkcji autonomicznego układu nerwowego i układu dokrewnego, jako że podwzgórze jest odpowiedzialne za integrację czynności obu tych układów.
Opisywany obraz kliniczny jest bardzo różnorodny, obejmuje zarówno objawy patologicznej czynności neurowegetatywnej (np. wzmożone pragnienie i łaknienie, hipotermia, hipertermia, potliwość), jak i endokrynnej (np. niedobór wazopresyny, oksytocyny). Często obserwowana jest otyłość, moczówka neurogenna, hipogonadyzm, hiperprolaktynemia.
Przyczyny podwzgórzycy upatrywano w uszkodzeniu podwzgórza w następstwie patologicznego przebiegu ciąży poronienia lub porodu (podwzgórzyca pociążowa – hypothalamosis post graviditatem), urazu, infekcji (hypothalamosis post infectiosa) bądź nowotworu.